# Ангаров, Алексей Иванович
Алексе́й Ива́нович Анга́ров (Зы́ков) (8 февраля 1898, Трясучая — 26 ноября 1937, Москва) — участник революционного движения и Гражданской войны в России, советский партийный деятель, правовед, редактор, доктор государственных и правовых наук (1935), профессор.

## Биография
Родился 27 января (8 февраля) 1898 года в деревне Трясучая Красноярского уезда Енисейской губернии. Окончил 3 класса сельской школы, затем экстерном учительскую семинарию.
В 1916 году включился в революционное движение, участвовал в работе кружков под руководством А. С. Енукидзе. В 1917—1919 годах работал в хозяйстве отца. Член РКП(б) с января 1919 года.
Служил в РККА. В 1919—1920 годах — военком 233-го Казанского стрелкового полка 5-й армии, военком бригады. В 1920—1921 годах — помощник начальника, начальник политического отдела 26-й стрелковой дивизии. Редактировал газету «Красный стрелок». В 1923 году — начальник агитационного отделения агитационно-пропагандистского отдела Политического управления РВСР. Затем преподавал на курсах усовершенствования начсостава Военной академии РККА.
В 1923—1928 годах учился на правовом отделении Института красной профессуры (ИКП).
В 1928 году — член коллегии Института советского права РАНИОН, в 1929 году — член бюро, заведующий секцией учения о пролетарской диктатуре Института права и советского строительства при Коммунистической академии. Преподавал право в Институте красной профессуры (1929). Член редколлегии газеты «Известия ЦИК СССР и ВЦИК». В начале 1929 года в течение трех месяцев стажировался в Лейпциге у Х. Дриша.
В 1930—1931 годах — учёный секретарь, руководитель сектора Института К. Маркса и Ф. Энгельса. Входил в состав Комиссии ЦКК и РКИ по проверке и чистке сотрудников и служащих Института. Руководитель секции советского права, агитации и пропаганды Общества марксистов-государственников (1930). Участвовал в полемике с Н. И. Бухариным и М. А. Рейснером о понятии, смысле и особенностях пролетарского государства. Подверг критике в партийной печати злоупотребления и перегибы при раскулачивании. Один из авторов статьи «„Взрыв“ государства и диктатура пролетариата», опубликованной в газете «Правда» 22 ноября 1931 года, в которой критиковались примечания к IV тому «Избранных произведений» В. И. Ленина из-за упоминаний в них людей ленинского окружения, позже примкнувших к оппозиции.
В 1931 году — заместитель заведующего отделом агитации и массовых кампаний ЦК ВКП(б). В 1932—1934 годах — заведующий отделом культуры и пропаганды Московского городского комитета ВКП(б). В 1934—1935 годах — заведующий отделом культуры и пропаганды Московского (областного) комитета ВКП(б). Член редколлегии журнала «Советское государство».
С февраля по июнь 1935 года — 1-й секретарь Сталиногорского городского комитета ВКП(б).
В 1935—1937 годах — заместитель заведующего, исполняющий обязанностями заведующего отделом культурно-просветительской работы ЦК ВКП(б). В 1937 году работал руководителем секции экономики и политики Института философии АН СССР. Участвовал в кампании по борьбе с формализмом, выступал за усиление антирелигиозной работы. Осуществлял идеологический контроль над деятельностью творческих союзов, литературно-художественных журналов. В театральной дискуссии подверг критике эстетику Мейерхольда. По оценке М. А. Булгакова «Ангаров в его литературных делах <…>, в деле с „Иваном Васильевичем“, с „Мининым“ сыграл очень вредную роль». Участвовал в принятии окончательных решений по выпуску новых фильмов в прокат. Начальник Главного управления кинематографии Б. З. Шумяцкий в своей докладной записке в Политбюро по поводу постановки С. М. Эйзенштейном фильма «Бежин луг» указал, что картину «защищали и ряд других лиц, в том числе и не кинематографисты (Ангаров, Тамаркин)».
В 1935 году Президиумом Коммунистической академии при ЦИК СССР присвоена учёная степень доктора государственных и правовых наук. Член Квалификационной комиссии по советскому строительству и праву АН СССР (1937), профессор.
Избирался делегатом XVII съезда ВКП(б).
Арестован 4 июля 1937 года. Приговорён 25 ноября 1937 года Военной коллегией Верховного Суда СССР за вредительство и участие в антисоветской террористической организации к ВМН. Расстрелян 26 ноября 1937 года. Место захоронения — Москва, Донское кладбище. Реабилитирован 7 декабря 1955 года Военной коллегией Верховного Суда СССР.